# Acțiune directă

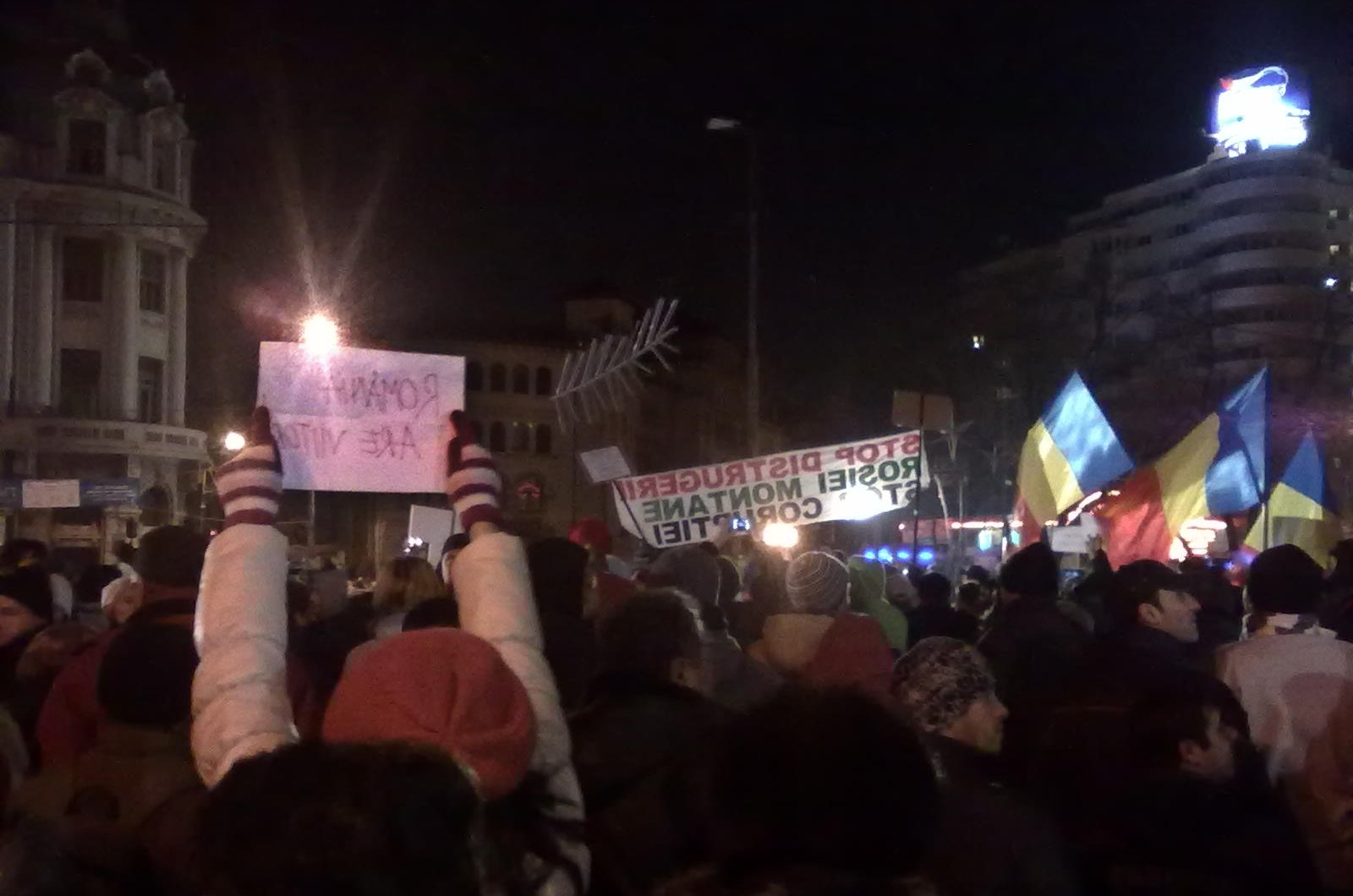
Protestele din București din 15 ianuarie 2012.

Acțiunea directă apare atunci când un grup ia parte la o acțiune care are ca scop să dezvăluie o problemă existentă, evidențând o alternativă, sau să demonstreze o posibilă soluție la o problemă socială. Aceasta poate include nonviolență și activități violente mai puțin frecvente care vizează persoanele, grupurile, sau proprietățile considerate ofensatoare de către participanții acțiunii directe. Exemple de acțiuni directe non-violente pot include greve, blocade etc., în timp ce acțiunile directe violente pot include violențe politice, sabotaje, atacuri etc.